# Privatplatzierung nicht bezogener Aktien
Eine Privatplatzierung nicht bezogener Aktien (engl. rump placement) ist die Privatplatzierung von Jungen Aktien, die bei einer Bezugsrechtsemission in der normalen Bezugsfrist über die Bezugsrechte bzw. die verkauften Bezugsrechte nicht platziert werden konnten.

## Hintergründe
Ein Rump Placement findet daher immer für genau die Menge an Aktien statt, die durch nicht genutzte Bezugsrecht nicht platziert wurde. Die dann folgende Privatplatzierung nicht bezogener Aktien findet meist zu dem normalen Bezugspreis, manchmal jedoch auch leicht über diesem statt, zumindest aber am aktuellen Marktpreis. Ein Verkauf unterhalb des vorher öffentlich angebotenen Preises ist nicht erlaubt, da dadurch die Aktionäre die vorher zu einem höheren Kurs gezeichnet hätten benachteiligt würden – eine Situation die bedingen würde, dass die Aktien zu dem niedrigeren Kurs nicht nur einigen privaten Investoren, sondern öffentlich allen Interessierten angeboten werden.
Werden die Aktien zu einem Preis oberhalb des eigentlich festgesetzten Bezugskurses platziert, so muss die Differenz von den platzierenden Banken in der Regel an die jeweilige Gesellschaft abgeführt werden, da ansonsten im gesamten Prozess unlautere Vorteilsnahme (z. B. durch eine vorherige zu niedrige Festsetzung des Bezugspreises) gesehen werden könnte.